# Шимко, Иван Иванович
Иван Иванович Шимко (1863—1897) — российский историк, архивный деятель.

## Биография
Родился в семье врача.
Учился в 4-й московской гимназии (1878—1882), на историко-филологическом факультете Московского университета (1882—1886).

### Профессиональная деятельность
По окончании университета поступил на службу в московский архив министерства юстиции, где с 1888 года являлся старшим помощником редактора описей и изданий этого архива, а затем исполнял должность и редактора.
В «Описании документов и бумаг московского архива министерства юстиции» опубликовал «Государственный архив старых дел с 1783 по 1812 г.» (кн. 5), «Московские департаменты Сената и подведомственные им архивы в 1802—1803 гг.» (кн. 6), «Очерк деятельности комитета, учрежденного в 1835 г. для описания московских сенатских архивов» (кн. 6) и «Патриарший казенный приказ» (кн. 9 — большая монография, награжденная в 1896 г. половинной Макарьевской премией). Кроме этого, издал «Дело о допущении в 1834 г. камер-юнкера А. С. Пушкина к занятиям в московских архивах» («Русская Старина», 1889, кн. 1) и «Новые данные к биографии князя Антиоха Дмитриевича Кантемира и его ближайших родственников» (СПб., 1891) — труд, удостоенный почётного отзыва Императорской Академии наук.